# Gran Madre di Dio
Gran Madre di Dio je kardinálský titulární kostel ustanovený 5. února 1965 papežem Pavlem VI. Tento kostel se nachází na Via Cassia. Prvním titulárním kardinálem se stal arcibiskup São Paula Agnelo Rossi.

## Titulární kardinálové
| Jméno                   | Funkce                           | Od           | Do          |
| ----------------------- | -------------------------------- | ------------ | ----------- |
| Agnelo Rossi            | Arcibiskup São Paula (Brazílie)  | 25. 2. 1965  | 25. 6. 1984 |
| Angel Suquía Goicoechea | Arcibiskup madridský (Španělsko) | 25. 5. 1985  | 13. 7. 2006 |
| Angelo Bagnasco         | Arcibiskup janovský              | 24. 11. 2007 | současnost  |